# Околодочний наглядач

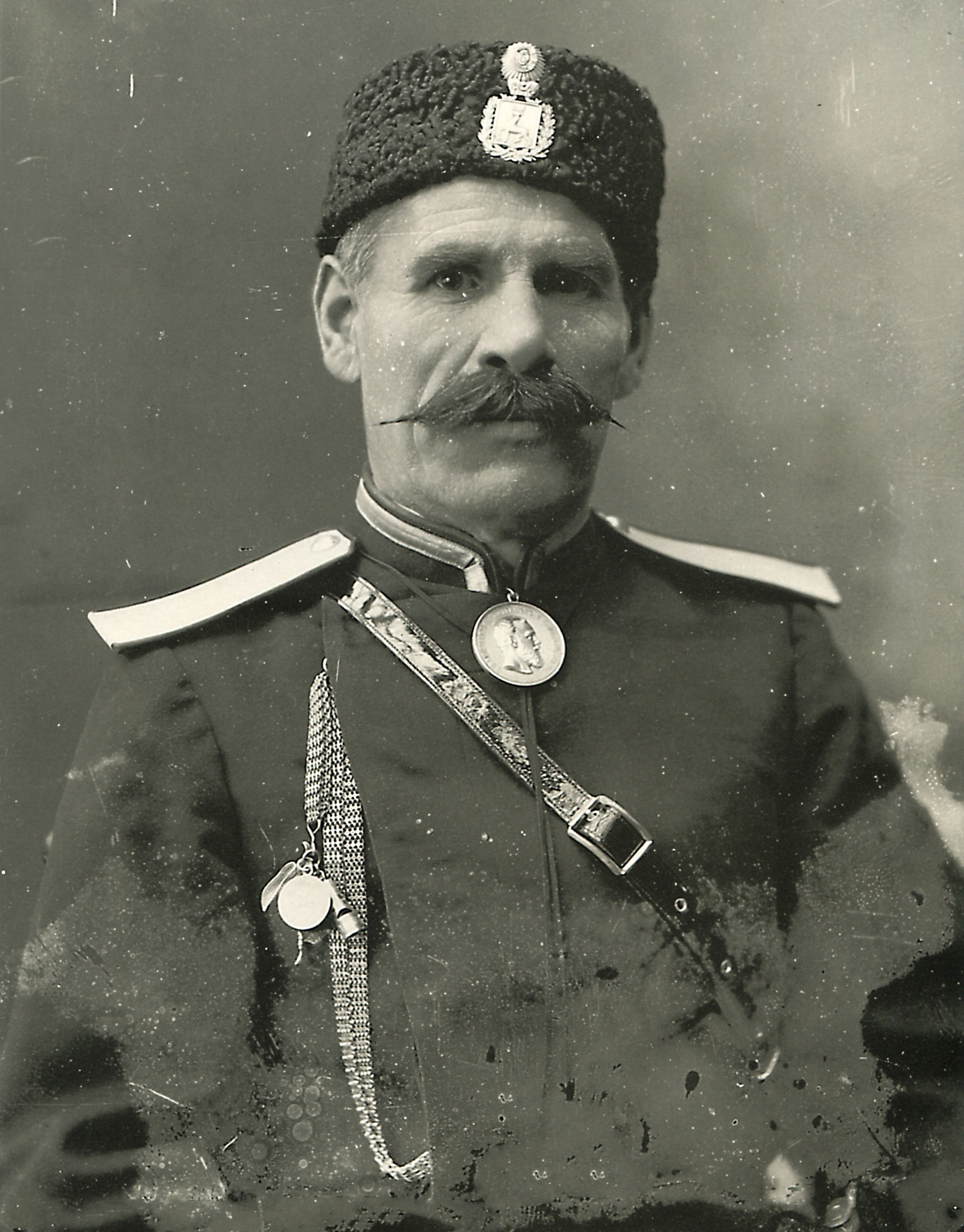
Околодочний наглядач Васильков. Кінець XIX ст.

Около́дочний наглядач, около́дочний (рос. околоточный надзиратель) — чиновник міської поліції Російської імперії у 1862-1917 роках.
Околодочні відповідали за громадську безпеку у околодку, мінімальному територіальному підрозділі міської поліції. У другій половині XIX століття околодок налічував 3-4 тисячі мешканців. Кількість околодків і околодочних наглядачів з часом змінювався залежно від збільшення кількості мешканців міста. Околодочні наглядачі підпорядковувалися дільничним приставам. У 1877 році, у місті Харкові Харківської губернії поліцейські дільниці складалися, з чотирьох околодків.
Околодочні наглядачі з'явилися у 1862 році після прийняття «Тимчасових правил про устрій поліції в містах і повітах губерній». Класний чин околодочного наглядача відповідав XIV класу Табелю про ранги, що відповідало цивільному чину колезького реєстратора, чи армійському прапорщику.